# Україна (поїзд)
«Україна» — колишній  фірмовий нічний швидкий поїзд Південно-Західної залізниці № 6/5 міждержавного сполучення Київ — Москва.

## Історія
До 2005 року був головним поїздом між Україною та Росією і курсував під № 2/1. З 2005 року поїзд перенумерований і отримав № 6/5, а № 2/1 отримав поїзд «Столичний експрес» сполученням Київ — Москва. У 2011—2014 поїзд був прискорений, у зворотному напрямку поїзд на швидкості до 140 км/год. долав відстань між двома столицями близько 9,5 годин. З 2015 року «Столичний експрес» скасований. Окрім даних поїздів також курсував поїзд № 4/3 «Київ» (скасований у 2014 році).
З 12 січня 2015 року, за ініціативою Російських залізниць, скасовані тарифні зупинки на станціях Брянськ-Орловський, Сухиничі, Малоярославець у межах Російської Федерації. Поїзд на вказаних станціях здійснює лише технічні зупинки, посадка та висадка пасажирів на проміжних станціях маршруту курсування поїзда не здійснюється.
З 30 жовтня 2016 року поїзд прибував на станцію Київ-Пасажирський о 06:24 (прискорений на 58 хвилин).
У 2019 році поїзд визнаний найприбутковішим міжнародним поїздом, що приніс прибуток у 142,5 млн ₴ із наповненням 75 % (Криворізький поїзд до Москви наповнений був лише на 82 %).
27 березня 2020 року Укрзалізниця, на виконання доручення Міністерства закордонних справ та Міністерства інфраструктури України призначала додатковий рейс поїзда № 906/905 сполученням Київ — Москва та зворотно для повернення до своїх країн громадян України та Росії, які внаслідок обмежувальних заходів, у зв'язку з пандемією на COVID-19 в Україні, що не мали змоги самостійно перетнути державний кордон. Поїзд був сформований з 18 купейних вагонів.

## Інформація про курсування
На маршруті руху поїзд зупинявся лише на одній проміжній станції для висадки й посадки пасажирів, а на інших трьох — для технічної зупинки.
| Розклад руху поїзда «Україна» № 6/5 (з 27.10.2019) | Розклад руху поїзда «Україна» № 6/5 (з 27.10.2019) | Розклад руху поїзда «Україна» № 6/5 (з 27.10.2019) | Розклад руху поїзда «Україна» № 6/5 (з 27.10.2019) | Розклад руху поїзда «Україна» № 6/5 (з 27.10.2019) |
| Час прибуття                                       | Час відправлення                                   | Станція                                            | Час прибуття                                       | Час відправлення                                   |
| -------------------------------------------------- | -------------------------------------------------- | -------------------------------------------------- | -------------------------------------------------- | -------------------------------------------------- |
| —                                                  | 19:36                                              | Київ                                               | 07:02                                              | —                                                  |
| 10:09                                              | —                                                  | Москва                                             | —                                                  | 19:35                                              |

Час прибуття та відправлення з Москви вказано за московським часом.
Прикордонний та митний контроль здійснюється на території України на станції Конотоп, на території Росії — на станції Брянськ-Орловський.

## Склад поїзда

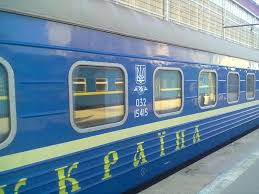
Поїзд на станції Москва-Пасажирська-Київська

Поїзд «Україна» № 6/5 Київ — Москва складається з 10 фірмових вагонів, які сформовані у вагонному депо Київ-Пасажирський Південно-Західної залізниці:
- купейних — 2 (№ 7, 9);
- плацкартних — 6 (№ 10—15);
- вагонів класу «Люкс» — 2 (№ 4, 8).

Купейні вагони виробництва Крюківського вагонобудівного заводу були обладнані кондиціонерами. Купе деяких вагонів обладнані ж/к телевізорами.
До 8 грудня 2018 року в складі поїзда курсувала група вагонів безпересадкового сполучення Чернігів — Москва, у розкладі руху був вказаний як поїзд № 658/657 Чернігів — Конотоп:
- плацкартних — 2 (№ 1—2);
- купейних — 1 (№ 3).

Об'єднання та розчеплення вагонів відбувались на станції Конотоп.